# Demokratyczna Partia Pracy (Brazylia)
Demokratyczna Partia Pracy (portugalski Partido Democrático Trabalhista, PDT) – brazylijska lewicowa partia polityczna. Założona w 1979 r. przez Leonela Brizolę w celu zjednoczenia lewicy u schyłku dyktatury wojskowej w Brazylii.
Ugrupowanie powstało jako szeroki ruch społeczny mający na celu walkę o demokracje w kraju. W 1986 roku partia stała się pełnoprawnym członkiem Międzynarodówki Socjalistycznej. Partia ponadto uczestniczy w pracach COPPPAL (Conferencia Permanente de Partidos Políticos de América Latina) organizacji zrzeszającej socjalistyczne partie ameryki łacińskiej.
W 1989 r. jej kandydat na prezydenta Leonel Brizola otrzymał 17% poparcia.
W wyborach parlamentarnych w 2010 r. PDT zdobyła 28 mandatów w Izbie Deputowanych i 4 w Senacie.